# Enquin-sur-Baillons
Enquin-sur-Baillons är en kommun i departementet Pas-de-Calais i regionen Hauts-de-France i norra Frankrike. Kommunen ligger i kantonen Hucqueliers som tillhör arrondissementet Montreuil. År 2022 hade Enquin-sur-Baillons 243 invånare.

## Befolkningsutveckling
Antalet invånare i kommunen Enquin-sur-Baillons
| Referens: INSEE |